# Montrose (Misuri)
Montrose es una ciudad ubicada en el condado de Henry en el estado estadounidense de Misuri. En el Censo de 2010 tenía una población de 384 habitantes y una densidad poblacional de 258,75 personas por km².

## Geografía
Montrose se encuentra ubicada en las coordenadas 38°15′31″N 93°58′57″O / 38.25861, -93.98250. Según la Oficina del Censo de los Estados Unidos, Montrose tiene una superficie total de 1.48 km², de la cual 1.48 km² corresponden a tierra firme y (0.52%) 0.01 km² es agua.

## Demografía
Según el censo de 2010, había 384 personas residiendo en Montrose. La densidad de población era de 258,75 hab./km². De los 384 habitantes, Montrose estaba compuesto por el 98.18% blancos, el 1.3% eran afroamericanos, el 0% eran amerindios, el 0% eran asiáticos, el 0% eran isleños del Pacífico, el 0% eran de otras razas y el 0.52% pertenecían a dos o más razas. Del total de la población el 0.78% eran hispanos o latinos de cualquier raza.